# الرش (حزم العدين)

تعديل مصدري - تعديل

الرش هي إحدى قرى عزلة الأحكوم بمديرية حزم العدين التابعة لمحافظة إب، بلغ تعداد سكانها 102 نسمة حسب تعداد اليمن لعام 2004.